# Inocellia crassicornis
Inocellia crassicornis – euroazjatycki gatunek (lub grupa gatunków) wielbłądki (Raphidioptera) z rodziny Inocelliidae. Jest jedynym jej przedstawicielem stwierdzonym w Polsce. Pierwsze dane z okolic Lublina pochodzą z pracy Dziędzielewicza z 1891. Rozmieszczenie tej wielbłądki w kraju poznano fragmentarycznie. Spotykana jest najczęściej na drzewach iglastych, w borach sosnowych, ale w nielicznych populacjach. 
Pod nazwą Inocellia crassicornis kryje się prawdopodobnie grupa blisko spokrewnionych gatunków.